# Кочубіївська сільська рада (Чемеровецький район)
Кочубі́ївська сільська́ ра́да — колишня адміністративно-територіальна одиниця та орган місцевого самоврядування в Чемеровецькому районі Хмельницької області. Адміністративний центр — село Кочубіїв.

## Загальні відомості
- Територія ради: 3,764 км²
- Населення ради: 1 008 осіб (станом на 2001 рік)
- Територією ради протікає річка Жванчик

## Населені пункти
Сільській раді були підпорядковані населені пункти:
- с. Кочубіїв

## Склад ради
Рада складалася з 12 депутатів та голови.
- Голова ради: Сопільник Сергій Броніславович
- Секретар ради: Скрипник Катерина Євгенівна

### Керівний склад попередніх скликань
| Прізвище, ім'я, по батькові    | Основні відомості                                                 | Дата обрання | Дата звільнення |
| ------------------------------ | ----------------------------------------------------------------- | ------------ | --------------- |
| Сопільник Сергій Броніславович | Сільський голова, 1967 року народження, освіта вища, безпартійний | 26.03.2006   | 31.10.2010      |
| Сопільник Сергій Броніславович | Сільський голова, 1967 року народження, освіта вища, безпартійний | 31.10.2010   |                 |

Примітка: таблиця складена за даними сайту Верховної Ради України

### Депутати
За результатами місцевих виборів 2010 року депутатами ради стали:

#### За суб'єктами висування
| Суб'єкт висування | Кількість обраних депутатів | %   |
| ----------------- | --------------------------- | --- |
| Самовисування     | 12                          | 100 |

#### За округами
| № округу | Прізвище, ім'я, по батькові     | Дата визнання обраним | Освіта             | Партійна приналежність | Відомості про обраного депутата                      |
| -------- | ------------------------------- | --------------------- | ------------------ | ---------------------- | ---------------------------------------------------- |
| 1        | Мельник Валентина Михайлівна    | 04.11.2010            | вища               | член Народної партії   | Кочубіївська сільська рада, організатор              |
| 2        | Шкоропата Тетяна Станіславівна  | 04.11.2010            | вища               | позапартійна           | Кочубіївська загальноосвітня школа, оператор         |
| 3        | Скрипник Катерина Євгенівна     | 04.11.2010            | середня спеціальна | член Народної партії   | Кочубіївська сільська рада, екскаваторник            |
| 4        | Гульман Тетяна Афанасіївна      | 04.11.2010            | вища               | позапартійна           | Кочубіївська загальноосвітня школа, вчитель          |
| 5        | Лиськова Галина Василівна       | 04.11.2010            | середня            | позапартійна           | пенсіонер, водій                                     |
| 6        | Різуник Віктор Григорович       | 04.11.2010            | середня спеціальна | позапартійний          | ПП «Кочубіївське», охоронець                         |
| 7        | Роздлбутько Ганна Ярославівна   | 04.11.2010            | вища               | член Народної партії   | ПП «Кочубіївське», начальник дільниці                |
| 8        | Лиськова Людмила Григорівна     | 04.11.2010            | вища               | позапартійна           | Кочубіївська загальноосвітня школа, секретар         |
| 9        | Томін Геннадій Леонідович       | 04.11.2010            | середня спеціальна | позапартійний          | ПП «Кочубіївське», вчитель                           |
| 10       | Везнюк Надія Володимирівна      | 04.11.2010            | вища               | член Народної партії   | Кочубіївська сільська бібліотека, начальник дільниці |
| 11       | Кутянак Володимир Олександрович | 04.11.2010            | вища               | позапартійний          | пенсіонер, складач вагонів                           |
| 12       | Мельшенкер Ганна Леонідівна     | 04.11.2010            | середня спеціальна | позапартійна           | тимчасово не працює                                  |